# Полюк Оксана Василівна
Оксана Василівна Полюк (нар. 26 липня 1953, Івано-Франківська область) — українська радянська діячка, лаборант цеху Надвірнянського нафтопереробного заводу Івано-Франківської області. Депутат Верховної Ради СРСР 11-го скликання.

## Біографія
Освіта середня.
З 1970 року — лаборант центральної лабораторії Надвірнянського нафтопереробного заводу імені 50-річчя Великої Жовтневої соціалістичної революції Івано-Франківської області.
Потім — на пенсії в місті Надвірна Івано-Франківської області.